# Roodbuikbaardvogel
De roodbuikbaardvogel (Pogonornis minor) is een vogel uit de familie Lybiidae (Afrikaanse baardvogels).  

## Verspreiding en leefgebied
Deze soort komt voor in het zuidelijke deel van Centraal-en het westelijke deel van Centraal-Afrika en telt twee ondersoorten:
- P. m. minor: van zuidelijk Gabon tot westelijk Angola.
- P. m. macclounii: van zuidelijk Congo-Kinshasa en noordoostelijk Angola tot westelijk Tanzania en noordwestelijk Malawi.

## Status
De grootte van de populatie is niet gekwantificeerd maar de soort wordt omschreven als schaars tot plaatselijk algemeen. Op de Rode lijst van de IUCN heeft deze soort de status niet bedreigd.